# Pitigliano
Pitigliano (Pitiglianu  in dialetto pitiglianese) è un comune italiano di 3 517 abitanti della provincia di Grosseto in Toscana.
Il caratteristico centro storico è noto come la piccola Gerusalemme per la storica presenza di una comunità ebraica da sempre ben integrata nel contesto sociale che qui ha la propria sinagoga.

## Geografia fisica

### Territorio
Il territorio comunale di Pitigliano si estende nella parte occidentale dell'area del tufo. Confina a nord con il comune di Sorano, a sud-est con i comuni laziali di Farnese, Ischia di Castro, Latera e Valentano dai quali è delimitato dall'estremità settentrionale della Selva del Lamone, a ovest con il comune di Manciano.
Arrivando a Pitigliano dal mare, salendo la strada regionale 74 Maremmana, si notano le caratteristiche case che sporgono da un grande sperone di tufo, assolutamente a strapiombo. La rupe di Pitigliano è circondata su tre lati da altrettanti burroni, pieni di grotte scavate nel tufo; nel fondovalle scorrono i corsi d'acqua Lente, Meleta e Prochio.
Il territorio comunale si eleva a quote collinari che variano tra i 300 e i 663 metri s.l.m. di Poggio Evangelista, che segna il confine con il Lazio all'estremità orientale; l'area del paduletto di Pantanello è stata sottoposta a bonifica in epoca lorenese.
Pitigliano è inserito nella lista dei borghi più belli d'Italia patrocinata dall'Associazione Nazionale Comuni Italiani.
- Classificazione sismica: zona 3 (sismicità bassa), Ordinanza PCM 3274 del 20/03/2003

### Clima

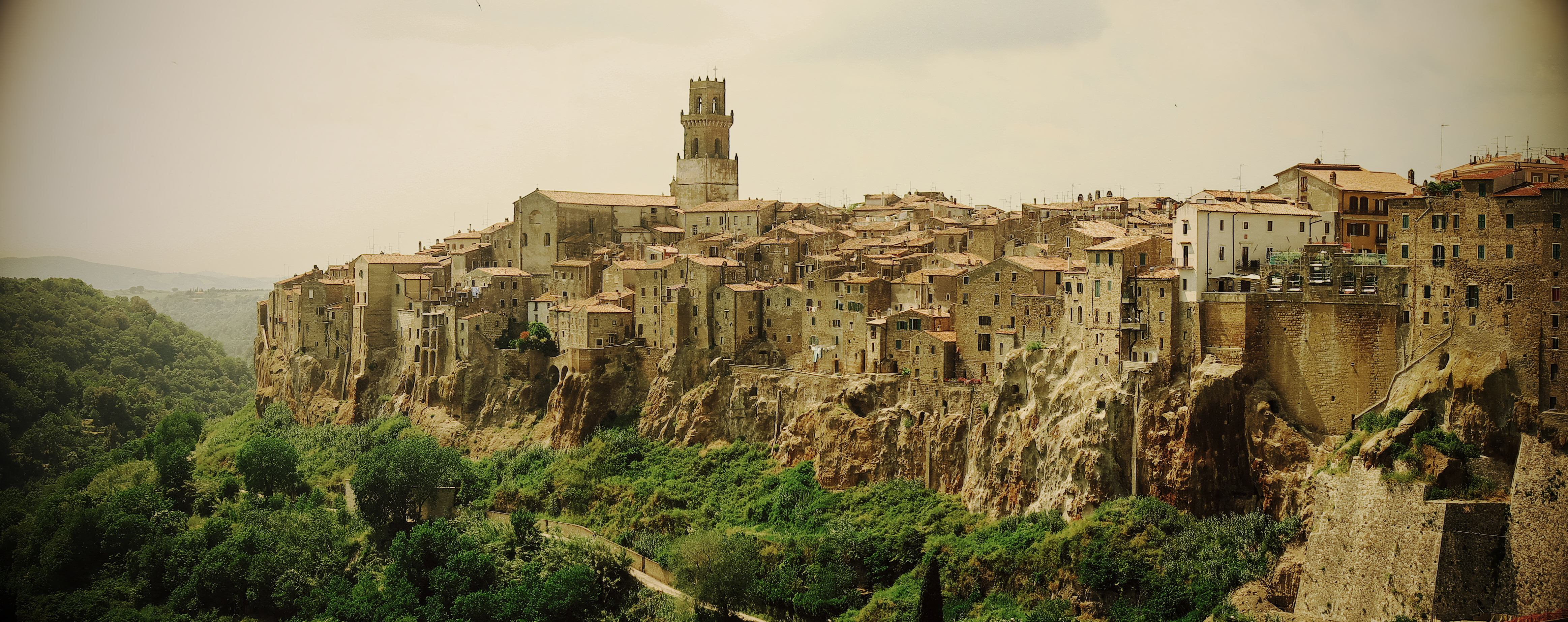
Pitigliano

Il territorio comunale di Pitigliano, pur presentando situazioni locali diversificate in base all'orografia, si caratterizza per temperature minime invernali piuttosto basse, che possono verificarsi in periodi prolungati, nonostante i valori massimi giornalieri siano spesso gradevoli; al contrario, in estate il caldo può essere molto intenso, seppur accompagnato generalmente da bassi tassi di umidità relativa.
Di conseguenza, il comune è stato classificato in zona E con una sommatoria di 2195 gradi giorno, che consentono l'accensione degli impianti di riscaldamento tra il 15 ottobre e il 15 aprile, fino ad un massimo di 14 ore giornaliere.
In base ai dati medi disponibili per il trentennio 1951-1980 per l'unica stazione meteorologica situata all'interno del territorio comunale e di seguito riportati nella tabella, la temperatura media annua si aggira sui +14,1 °C ai 313 metri s.l.m. di Pitigliano, mentre le precipitazioni medie annue iniziano ad essere influenzate dalla presenza dei rilievi, facendo registrare 926 mm nella medesima località di Pitigliano.
| Località   | altitudine       | temperatura media annua | precipitazioni medie annue | media di riferimento |
| ---------- | ---------------- | ----------------------- | -------------------------- | -------------------- |
| Pitigliano | 313 metri s.l.m. | 14,1 °C                 | 926 mm                     | 1951-1980            |

- Classificazione climatica: zona E, 2195 GG
- Diffusività atmosferica: alta, Ibimet CNR 2002

## Storia
Pitigliano era già un luogo frequentato e abitato sin dai tempi degli etruschi, quando qui furono fondati numerosi insediamenti scavati nel tufo e attestati dalla tarda età del Bronzo (XII-XI secolo a.C.). Anche nel luogo dove oggi sorge il paese era situato un centro etrusco, testimoniato dai resti delle mura rinvenuti nel quartiere di Capisotto e poi scomparso tra la fine del VI e gli inizi del V secolo a.C.
La prima notizia di Pitigliano appare in una bolla inviata da papa Niccolò II al preposto della cattedrale di Sovana nel 1061, dove viene già indicato come luogo di competenza della famiglia dei conti Aldobrandeschi. Nel 1293 Anastasia, figlia della contessa Margherita Aldobrandeschi, sposò Romano Orsini portando in dote la contea di Sovana e la sede della contea fu trasferita proprio a Pitigliano. Gli Orsini governarono la Contea di Pitigliano per secoli, difendendole dai continui tentativi di sottomissione da parte di Siena e Orvieto prima, e della Firenze medicea poi. Fu solo nel 1574 che Niccolò IV Orsini cedette la fortezza ai Medici e nel 1604 Pitigliano fu annessa al granducato di Toscana, ceduta dal conte Gian Antonio Orsini per saldare i propri debiti. I Medici tuttavia si disinteressarono delle sorti della città, che cadde presto in declino, e soltanto nel 1737, anno in cui il granducato passò ai Lorena, Pitigliano conobbe una lenta ripresa economica e culturale.
La storia della città è più fortemente influenzata dagli ebrei rispetto ad altre località della Maremma, che a Pitigliano trovarono rifugio dalle persecuzioni e dall'espulsione nel XVI secolo. Un'associazione si occupa del patrimonio ebraico della città, tanto che la sinagoga e il quartiere ebraico di una comunità sefardita ("Piccola Gerusalemme") che esisteva dal 1500 sono stati restaurati nel centro storico e sono nuovamente visitabili.
Oggi è una conosciuta meta turistica grazie alla peculiarità del suo centro storico, che ha permesso il suo inserimento nella lista dei borghi più belli d'Italia dell'ANCI.

### Simboli
Lo stemma di Pitigliano è costituito da uno scudo sannitico di colore giallo su cui è raffigurata una fortezza argentata posta su una collina e circondata da due leoni rossi. Lo stemma ha la seguente blasonatura ufficiale: «d'oro, alla torre merlata d'argento, sostenuta da due leoni controrampanti di rosso, sormontati da due rose dello stesso, il tutto su un colle al naturale».
La torre ricorda il castello degli Orsini, famiglia che dominò questo territorio per quasi quattrocento anni. In seguito alla cessione del feudo da parte del conte Giovanni Antonio al Granduca Ferdinando I de' Medici nel 1604, la figura del castello venne circondata dalle palle dello stemma mediceo. Successivamente queste vennero eliminate e la torre affiancata dai leoni attuali che alludono al simbolo della Repubblica di Siena, sormontati ciascuno da una rosa rossa, ripresa dallo stemma Orsini.
Il gonfalone è un drappo di azzurro.

## Monumenti e luoghi d'interesse

### Architetture religiose

#### Chiese parrocchiali cattoliche

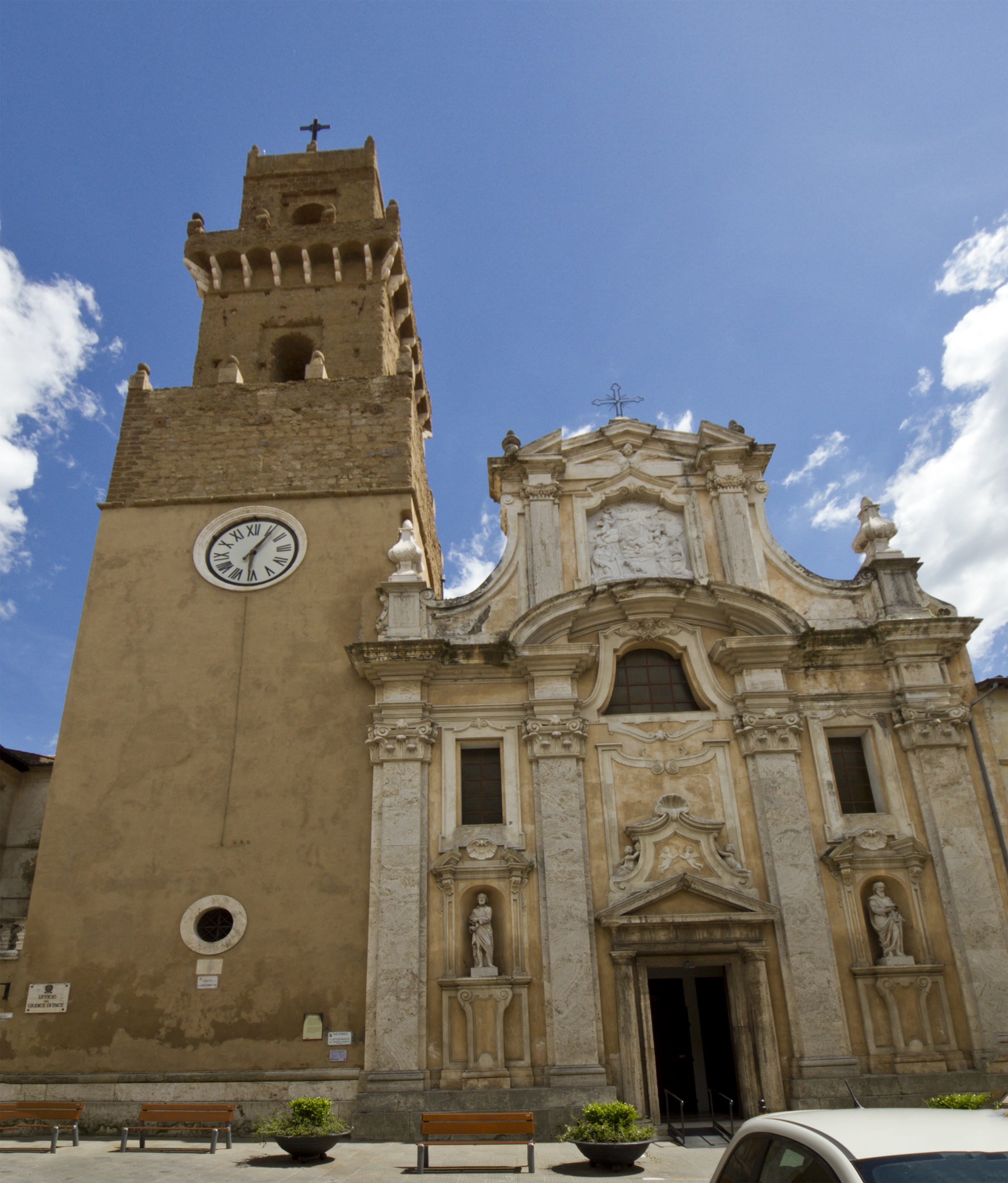
Facciata e campanile del Duomo

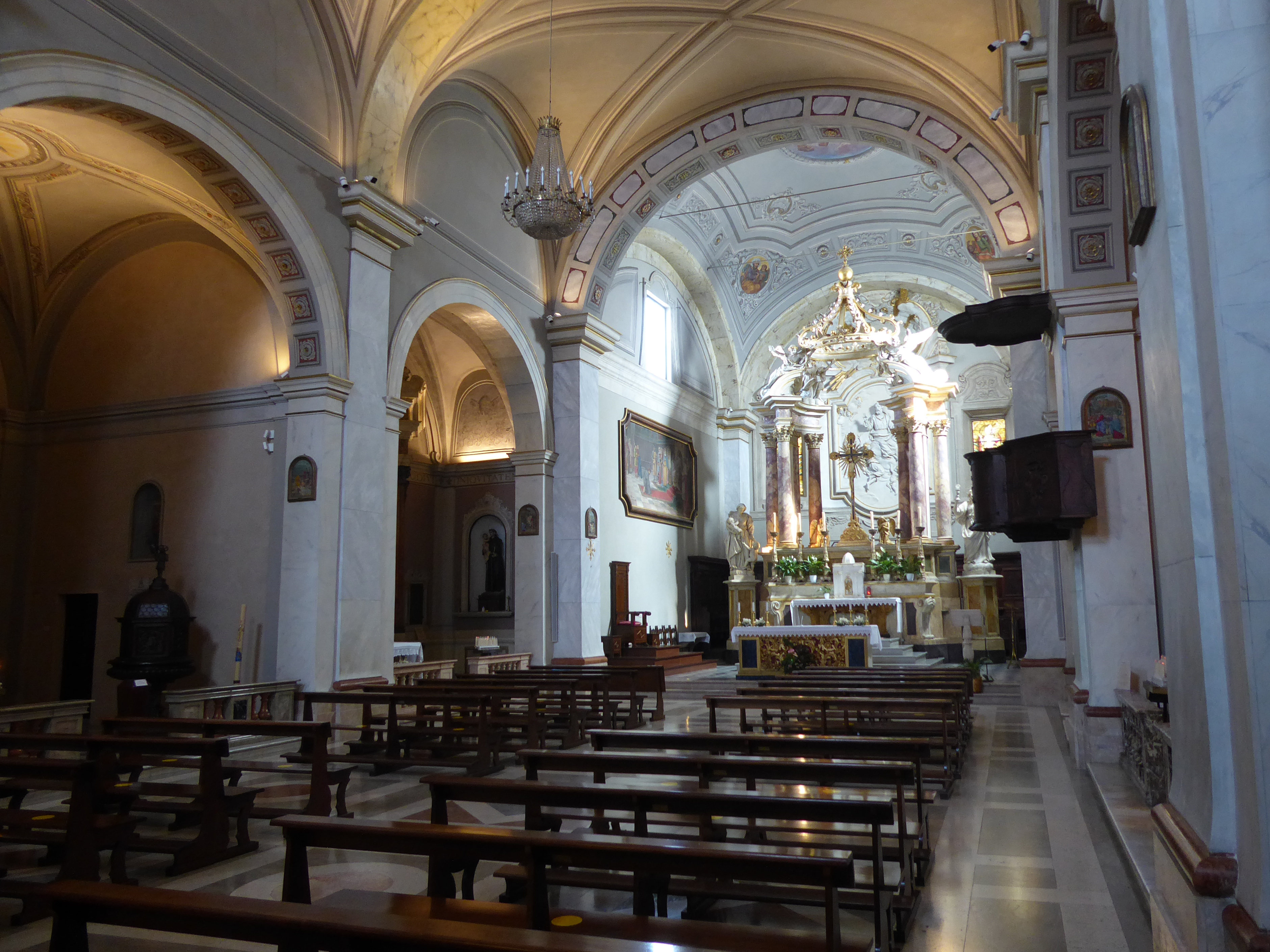
Interno del Duomo

- Cattedrale dei Santi Pietro e Paolo, duomo di Pitigliano, è stata edificata in epoca medievale, rimaneggiata durante il XVI secolo e profondamente modificata nelle epoche successive. La facciata tardo-barocca è fiancheggiata sulla sinistra dal campanile che si presenta intonacato nella parte inferiore sopra la quale ha mantenuto l'aspetto originario in tufo risalente al periodo medievale. L'interno della cattedrale, in stile barocco a navata unica con cappelle laterali, custodisce varie opere d'arte che spaziano prevalentemente tra il XVII e il XIX secolo. Tra le varie si ricordano due tele della "vita di san Gregorio" – Arrigo IV a Canossa e la predestinazione del giovane Ildebrando – del pittore mancianese Pietro Aldi. La parrocchia dei Santi Pietro e Paolo conta circa 820 abitanti.[13]
- Chiesa di Santa Maria Assunta, situata in piazza Dante, fuori le mura, risale al XIX secolo e si presenta in stile neoromanico. La parrocchia di Santa Maria Assunta conta circa 2 760 abitanti.[14]
- Santuario della Madonna delle Grazie, sorto nel XIV secolo come cappella rurale, venne trasformato in santuario dedicato alla Vergine nel corso del XVI secolo e ampliato in epoche successive quando il luogo divenne sede di una comunità di francescani. È stato restaurato nel 1962. La parrocchia della Madonna delle Grazie conta circa 610 abitanti.[15]

#### Chiese cattoliche minori
- Chiesa di Santa Maria e San Rocco, edificata nel XII secolo su un preesistente tempio pagano e restaurata in forme tardo-rinascimentali, si presenta in un'insolita aula trapezoidale divisa in tre navate dove sono conservate alcune tracce di affreschi. L'interno contiene una cospicua raccolta di opere pittoriche del XVII secolo.
- Oratorio del Santissimo Crocifisso, situato in piazza Gregorio VII, nelle vicinanze del duomo, si tratta di un piccolo edificio religioso del XVII secolo.
- Chiesa di Sant'Antonio, situato lungo via Zuccarelli, risale al XIII secolo, ma ha subito sostanziali trasformazioni che ne hanno modificato l'aspetto. Sconsacrata, è oggi adibita a usi civili.
- Chiesa di San Rocco, situata tra via Vignoli e il vicolo San Rocco, risale al XV secolo, ma dopo anni di abbandono e incuria è stata sconsacrata e adibita ad abitazione privata. Oggi sulla facciata è presente una nicchia con una statua.
- Chiesa di San Michele, situata in via San Michele fuori le mura, risale al medioevo, ma ha subito dei rifacimenti ed ampliamenti nel corso del XVIII secolo. Sconsacrata, è oggi adibita ad usi civili.
- Chiesa della Madonna del Fiore, sorta come cappella in epoca rinascimentale, si trova lungo l'omonima via al di fuori delle mura. Nei secoli successivi, l'edificio religioso è stato ampliato, pur conservando discretamente gli originari elementi stilistici di epoca cinquecentesca.
- Chiesa e convento di San Francesco: situati poco fuori Pitigliano, lungo la strada che porta a Manciano, risalgono al periodo rinascimentale e furono progettati da Antonio da Sangallo il Giovane. La chiesa ospita all'interno un affresco della Madonna col Bambino degli inizi del XVI secolo; il convento è attualmente adibito ad abitazione rurale, e conserva ancora ii chiostro cinquecentesco.
- Chiesa di San Paolo della Croce, sorta come cappella rurale presso la frazione del Casone, fu completamente trasformata e ampliata agli inizi del XX secolo, con elementi stilistici neoromanici e neogotici e l'aggiunta del campanile e della sagrestia.
- Chiesa di Santa Maria in Vinca, chiesa di origini medievali i cui resti si trovano presso la necropoli di Poggio Buco.[16]

#### Cappelle cattoliche
- Cappella dei Santi Giacomo e Filippo apostoli, costruita nel XVII secolo lungo le Vie Cave del Gradone a sud del centro storico, è una piccola cappella rurale che ha conservato gli elementi stilistici tipici dell'epoca di costruzione.
- Cappella di Pian di Morrano, piccola cappella gentilizia del XVIII secolo, costruita presso l'omonima fattoria, rispetto alla quale è situata sul retro.
- Cappella di San Lorenzo, situata presso l'omonimo podere nei dintorni di Pitigliano, è un edificio religioso sconsacrato, che venne costruito nel corso del XVII secolo come cappella rurale.
- Oratorio rupestre, situato presso la Porta di Sovana, si tratta di una piccola grotta adibita a luogo di culto risalente al IV secolo che si apre nella rupe che costeggia la strada.

#### Strutture sacre ebraiche

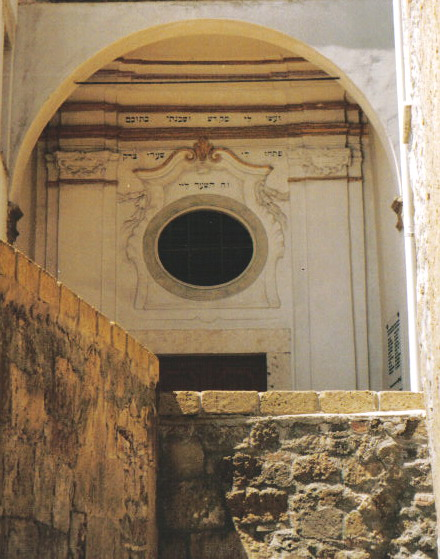
La Sinagoga di Pitigliano

- Sinagoga di Pitigliano, sinagoga cinquecentesca, all'interno della quale spiccano l'Aron sulla parete di fondo e la Tevà al centro; sulle pareti sono conservate iscrizioni di versetti biblici mentre in alto si trova il matroneo riservato alle donne. Sotto il tempio ebraico si trovano i locali per il bagno rituale, il suggestivo forno delle azzime, la macelleria kasher, la cantina kasher e la tintoria.
- Cimitero ebraico di Pitigliano, situato al di là del torrente Meleta che delimita a sud il paese, costruito nella seconda metà del XVI secolo quando gli Orsini concessero quel terreno al loro medico di famiglia di religione ebraica per la sepoltura della moglie. Nelle vicinanze del cimitero ebraico si estende il museo archeologico all'aperto Alberto Manzi.

### Architetture civili

Palazzo Orsini (inizio XX secolo)

#### Palazzi
- Palazzo Orsini, imponente palazzo fortificato, costruito come rocca dagli Aldobrandeschi (XI-XII secolo) e poi sede della contea degli Orsini, è stato ristrutturato consistentemente nel XVI secolo per volere di Niccolò Orsini, su progetto dell'ingegnere Antonio da Sangallo il Giovane. L'aspetto attuale è dovuto ad alcune ristrutturazioni effettuate dai Lorena tra il 1777 e il 1840, anche se in epoche recenti la Sovrintendenza ai beni artistici e culturali di Siena e Grosseto ha imposto un'intonacatura esterna di dubbia qualità. Il complesso ospita all'interno il museo diocesano di Palazzo Orsini, ricco di opere d'arte che coprono un periodo di tempo dal medioevo all'età moderna, e il museo civico archeologico, dove sono custoditi vari reperti provenienti dalle vicine aree archeologiche.
- Palazzo Comunale, sede del municipio, è stato costruito in stile neorinascimentale tra il 1934 e il 1939 addossato sopra il Teatro Salvini.
- Teatro Salvini, costruito nel 1823 dalla Società filodrammatica dei Ravvivati, sul luogo dove precedentemente sorgeva un granaio, è stato rinnovato una prima volta nel 1870 e infine inglobato nella costruzione dell'imponente Palazzo Comunale negli anni trenta del XX secolo. Il teatro è stato ristrutturato negli anni 1971 e 1972 su progetto dell'ingegnere Edoardo Focacci.
- Palazzo Sadun, detto Palazzo degli ebrei, è un imponente edificio eretto alla fine del secolo XIX nella piazza principale del paese a fianco del municipio.

Tra i numerosi palazzi di Pitigliano si ricordano quelli più interessanti storicamente e architettonicamente: Palazzo Bruscalupi, Palazzo Incontri, Palazzo Lucci-Petruccioli, Palazzo della Pretura, Palazzo del Monte di Pietà, Palazzo di Giustizia, Palazzo Santelli, Palazzo Vignoli, l'ex ospedale di Pitigliano, lo spedale dei Poveri, lo scrittoio delle Fortezze, il palazzo della Fiscaleria.

#### Fontane
- Fontana delle Sette cannelle, caratteristica fontana realizzata attorno alla metà del XVI secolo, chiude il lato meridionale di piazza della Repubblica.
- Fontane gemelle, coppia di fontane, una situata nella parte settentrionale e l'altra nella parte meridionale di piazza della Repubblica, risalenti agli inizi del XX secolo.

#### Altri edifici civili
- Acquedotto mediceo, costruito a partire dalla metà del XVI secolo, fu completato soltanto nel secolo successivo quando Pitigliano era già passato sotto la dominazione dei Medici.
- Pozzo di Palazzo Orsini, caratteristico pozzo-cisterna di epoca rinascimentale, situato nel cortile interno di Palazzo Orsini. Si caratterizza per decorazioni a bassorilievo raffiguranti la casata dei conti di Pitigliano.

### Architetture militari
- Mura di Pitigliano: la cinta muraria è stata realizzata dagli Aldobrandeschi a partire dal 9 secolo, anche se una primitiva fortificazione etrusca era già presente dal 7 secolo a.C.. L'aspetto attuale è dovuto ad una successiva ristrutturazione effettuata dagli Orsini in epoca rinascimentale, progettata da Antonio da Sangallo il Giovane.
  - Porta di Sovana, realizzata nel corso del 13 secolo dagli Aldobrandeschi, in prossimità del tratto delle mura etrusche, per consentire l'accesso al borgo a coloro che provenivano da Sovana, all'epoca capitale della contea aldobrandesca, attraverso le Vie Cave.
  - Porta della Cittadella, costruita nel corso del 16 secolo durante i lavori di riqualificazione e potenziamento del preesistente sistema difensivo. La porta è una vera e propria galleria che attraversa uno dei bastioni sud-orientali, che consente l'accesso al borgo da chi proviene da est e da sud.

#### Castelli
- Castel dell'Aquila, antica fortificazione medievale situata in un'area boscosa presso il fiume Fiora, di cui si conservano i ruderi.
- Castello di Morrano, situato in località Morranaccio, è un antico castello del IX secolo, identificato con il toponimo Murianum, possedimento degli Aldobrandeschi e in seguito presidio del Comune di Orvieto. Probabilmente distrutto dai senesi nel XV secolo, si presenta oggi sotto forma di ruderi.

### Altro
- Monumento alla progenie ursinea, situato a destra della cattedrale, è composto da una base quadrangolare e una statua di orso posta su un'anfora, con lo stemma della famiglia Orsini. È stato realizzato nel 1490.
- Parco Orsini, situato sul Poggio Strozzoni, è stato realizzato alla fine del XVI secolo su modello del parco dei mostri di Bomarzo. Si conservano alcune sculture e i due monumentali troni, sedili in pietra sul crinale del poggio.

### Siti archeologici
- Necropoli del Gradone, situata a valle del borgo, oltre il ponte sul Meleta, all'interno delle Vie Cave, è composta da tombe a camera riferibili ad un periodo tra il VII e il VI secolo a.C..
- Necropoli di San Giovanni, situata poco lontana da quella del Gradone, presso le Vie Cave, deve il suo nome al vicino ponte a otto arcate fatto costruire dal granduca Leopoldo II di Lorena nel 1843. Risale alla metà del VI secolo a.C. ed è composta da varie tombe a camera scavate nel tufo, oltre che da una serie di tombe a cassone dell'età ellenistica (II secolo a.C.).
- Necropoli di San Giuseppe, situata lungo la strada che porta a Sovana, è composta da un piccolo nucleo di tombe a camera databili tra il VII e il VI secolo a.C.
- Morranaccio è un sito archeologico che conserva tracce di un insediamento frequentato dall'età del Bronzo fino all'epoca etrusco-romana: sono visibili resti di antichi pozzi, tombe e grotte rupestri. Qui in epoca medievale era situato un castello, l'antico Murianum, oggi sotto forma di ruderi.
- Poggio Buco: presso l'area oggi conosciuta come Poggio Buco, era situata nell'antichità una fiorente città etrusca, dipendente da Vulci e rivale con la vicina Pitigliano, abitata sin dalla tarda età del Bronzo (XII secolo a.C.). La città è scomparsa agli inizi del VI secolo a.C. per motivi sconosciuti e sconosciuto è anche il nome che tale centro abitato possedeva. Per anni è stato ipotizzato che l'area di Poggio Buco fosse il sito ove sorgeva la perduta città di Statonia, ipotesi però poi confutata. Fanno parte di Poggio Buco i siti archeologici di Caravone, Insuglietti, Le Sparne, Selva Miccia.

Tra i vari piccoli siti archeologici del territorio sono da ricordare anche quelli rinvenuti nelle località di Corano, Poggialti Vallelunga, Poggio Formica, Quattro Strade e Sorgenti della Nova.

## Economia

### Turismo
Per la qualità dell'offerta turistica, culturale e ambientale, Pitigliano è Bandiera Arancione del Touring Club Italiano.

## Società

### Evoluzione demografica
Abitanti censiti

### Distribuzione degli abitanti
| Frazioni               | Abitanti (2011) | Altitudine |
| ---------------------- | --------------- | ---------- |
| Pitigliano (capoluogo) | 3 040           | 313        |
| Casone                 | 124             | 524        |
| Altre località         | 706             | -          |

### Etnie e minoranze straniere
Pitigliano è nota anche come "la piccola Gerusalemme" per la presenza di una comunità ebraica piuttosto numerosa che da sempre è riuscita a trovare un'ottima integrazione con la popolazione locale. La formazione della comunità risale al XVI secolo, ma nell'Ottocento iniziò un declino che la portò alla quasi totale scomparsa.
Secondo i dati ISTAT al 31 dicembre 2010 la popolazione straniera residente era di 163 persone. Le nazionalità maggiormente rappresentate in base alla loro percentuale sul totale della popolazione residente erano:
- Romania, 60 - 1,53%

### Lingue e dialetti
A Pitigliano è diffuso il dialetto pitiglianese. Facente parte dei dialetti mediani, è ben riconoscibile per una variazione vocalica nella quale la vocale finale /-o/ diventa /-u/, fenomeno ampiamente diffuso anche nell'area del Monte Amiata (es. Pitigliano/Pitiglianu; affronto/affrontu; viaggio/viaggiu etc.).

### Religione
La cattedrale dei Santi Pietro e Paolo a Pitigliano è sede della Diocesi di Pitigliano-Sovana-Orbetello.
Della comunità ebraica pitiglianese rimangono il quartiere del vecchio ghetto con la sinagoga e il cimitero, situato sulla statale per Manciano.

### Tradizioni e folclore

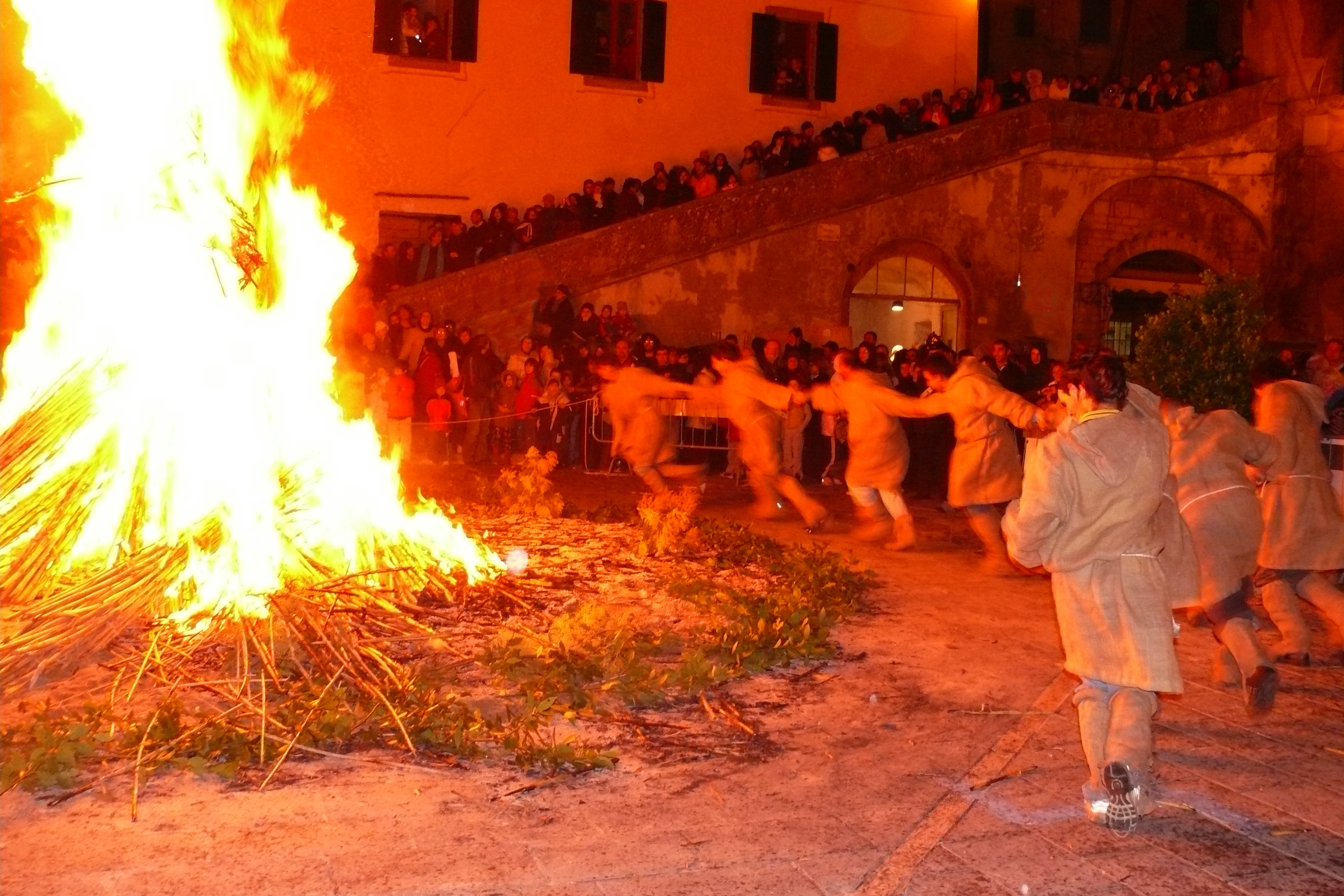
Torciata di San Giuseppe in piazza Garibaldi.

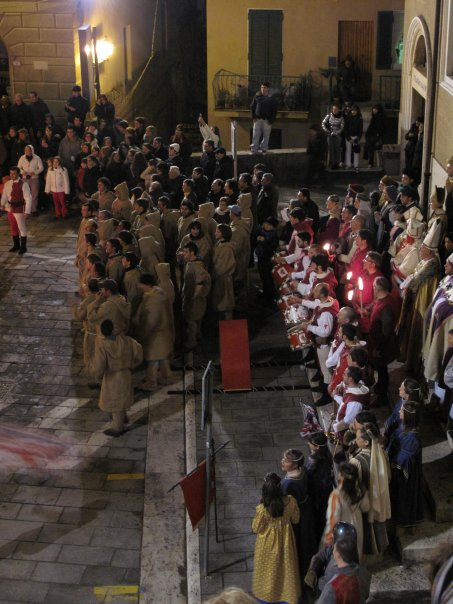
Figuranti in costume e torciatori

- Torciata di San Giuseppe: tradizionale festa pitiglianese che si svolge ogni 19 marzo per festeggiare l'arrivo della primavera. L'evento consiste in un corteo storico in costume che sfila per le vie del centro storico prima di arrivare in piazza Garibaldi, dove si assiste allo spettacolo degli sbandieratori e, una volta giunto il tramonto, all'incendio da parte dei torciatori di una catasta di fascine su cui è stato posizionato un pupazzo di canne, chiamato "invernacciu", che sta a simboleggiare l'inverno. Consumato il falò, le ceneri vengono raccolte dalle donne e conservate nelle case in segno di buon auspicio.[senza fonte][25]

## Cultura

### Istruzione

#### Biblioteche
La Biblioteca comunale Francesco Zuccarelli è situata all'interno della Fortezza Orsini. Fondata nel 1864 da Francesco Cagnacci, fu unita nel 1866 alla Biblioteca Consiglio dell'ebreo Cesare Sadun. La biblioteca è stata trasferita presso l'attuale sede nel 1970. La biblioteca comunale dispone di un patrimonio librario di oltre 8 000 volumi.
Una seconda biblioteca è quella ospitata all'interno del seminario vescovile, la biblioteca diocesana, che conta circa 9 000 volumi.

#### Musei
Il comune di Pitigliano dispone di quattro strutture museali che fanno parte della rete provinciale Musei di Maremma:
- Museo archeologico all'aperto Alberto Manzi
- Museo civico archeologico di Pitigliano
- Museo di Palazzo Orsini
- Percorso ebraico: museo ebraico, sinagoga e ghetto

In alcune stanze sotterranee della Fortezza Orsini è situato anche il museo dei giubbonai, piccolo museo etnografico sulla civiltà contadina di Pitigliano.

### Media

#### Televisione
A Pitigliano è stato girato lo spot Blue Pill, per il lancio a gennaio 2015 della nuova auto Fiat 500X. Il filmato è stato creato dall'agenzia americana TRG - The Richards Group di Dallas e vede per protagonisti gli attori Roberto "Nini" Salerno e Adele Pandolfi.

### Cinema
- La visione del sabba (1988) di Marco Bellocchio.
- Il pane della memoria (2008) di Luigi Faccini: film documentario sugli ebrei italiani, riguarda tra l'altro la comunità di Pitigliano.[31]

### Cucina
- Sfratto di Pitigliano
- Torsetto con la bolla di Pitigliano
- Tortello dolce di Pitigliano
- Tozzetto di Pitigliano
- Cialdino dei Tufi, prodotto anche a Sorano e a Sovana
- Focaccia di Pasqua di Pitigliano
- Migliaccia di Pitigliano
- Frittelle di San Giuseppe di Pitigliano

L'area in cui sorge Pitigliano è zona di produzione del vino Bianco di Pitigliano e del vino Rosso di Sovana, ognuno dei quali presenta alcune varianti in base ai disciplinari di produzione.

## Geografia antropica

### Frazioni
Il comune di Pitigliano conta al suo interno un'unica frazione, quella del Casone, insediamento rurale situato alle estremità orientali del territorio comunale, al confine con la provincia di Viterbo. Il toponimo era dovuto alla presenza di una grande villa, fatta costruire nel XV secolo dal conte Bertoldo Orsini, oggi scomparsa perché bombardata nel 1944.

### Altre località del territorio
Da ricordare le località di Fonte, Pantalla, La Rotta, Pian di Morrano, Poggio Buco e San Francesco.

## Infrastrutture e trasporti
Il comune è interessato dalla strada regionale 74 Maremmana e dalla strada provinciale 4 Pitigliano-Santa Fiora.
I trasporti interurbani di Pitigliano vengono svolti con autoservizi di linea gestiti da Autolinee Toscane.

## Amministrazione
| Periodo          | Periodo         | Primo cittadino   | Partito                                                    | Carica                  | Note |
| ---------------- | --------------- | ----------------- | ---------------------------------------------------------- | ----------------------- | ---- |
| 1978             | 1995            | Augusto Brozzi    | sinistra                                                   | Sindaco                 |      |
| 23 aprile 1995   | 29 ottobre 1997 | Alberto Manzi     | PDS                                                        | Sindaco                 |      |
| 25 novembre 1997 | 14 gennaio 1998 | Vincenzo Petrucci | -                                                          | commissario prefettizio |      |
| 24 maggio 1998   | 28 maggio 2007  | Augusto Brozzi    | centro-sinistra                                            | Sindaco                 |      |
| 28 maggio 2007   | 7 maggio 2012   | Dino Seccarecci   | centro-sinistra                                            | Sindaco                 |      |
| 7 maggio 2012    | 12 giugno 2017  | Pierluigi Camilli | lista civica di centro-sinistra Tutti uniti per Pitigliano | Sindaco                 |      |
| 12 giugno 2017   | in carica       | Giovanni Gentili  | lista civica Pitigliano in vita                            | Sindaco                 |      |

### Altre informazioni amministrative
Il comune di Pitigliano fa parte dell'Unione dei comuni montani delle Colline del Fiora, di cui costituisce il capoluogo.

## Sport
La principale squadra di calcio del comune è l'U.S.D. Aurora Pitigliano, fondata nel 1903, militante in Terza categoria Toscana girone unico campionato 2024/2025, che disputa le partite interne allo stadio comunale "Vignagrande".

## Pubblicazioni su Pitigliano
Architettura:
- Aa.Vv., "Architetture di tufo",  Edizioni ETS, Pisa, 2010;
- G. De Feo, Le città del tufo nella valle del Fiora. Guida ai centri etruschi e medioevali della Maremma collinare, Pitigliano, Laurum Editrice, 2005.
- I. Guidi, N. Lipari e I. Moretti, Il Castello Orsini di Pitigliano: Storia e Restauro, 2015. URL consultato il 17 luglio 2025 (archiviato dall'url originale il 17 agosto 2016).
- M. M. Melardi, "Il Parco di caccia degli Orsini a Pitigliano-Grosseto tra storia e leggenda", in "Bollettino della Società di Studi Fiorentini", 2017/8.
- B. Santi, "Guida storico-artistica alla Maremma. Itinerari culturali nella provincia di Grosseto", Nuova Immagine, Siena, 1995.

Storia:
- B. M. Aranguren, E. Pellegrini,  P. Perazzi, "L'insediamento protostorico di Pitigliano" Campagne di scavo 83 (1982);
- E. Baldini, "Pitigliano nella storia e nell'arte", Coop. Tip. Fascista" La Maremma", 1937;
- D. Barsanti, L. Rombai, "Dal controllo feudale all’organizzazione borghese di un territorio maremmano: l’alienazione delle fattorie granducali di Pitigliano, Sorano, Castell’Ottieri e S. Giovanni intorno al 1780", in "Bollettino della Società Storica Maremmana" 22 (1981), 41-42;
- G. Bruscalupi, "Monografia storica della contea di Pitigliano: opera postuma dell dott. Martini", Servi e c., 1906;
- I. Corridori, "Il Palazzo Orsini di Pitigliano nella storia e nell'arte: dai conti Aldobrandeschi ai conti Orsini, dai granduchi di Toscana ai vescovi di Sovana", Aska, 2004;
- N. Catacchio Negroni, "La necropoli della Porcareccia (Pitigliano-Grosseto)", Origini 16 (1992), 195-219;
- G. Celata, "Antologia storica della diocesi di Sovana-Pitigliano", Arcipretura cattedrale-Pitigliano, 1968;
- J. De Grossi Mazzorin,  "I Resti Faunistici dell’insediamento Protostorico di Pitigliano-Mulino Rossi (Gr)”, in "L’insediamento Protostorico di Pitigliano: Campagne di Scavo" 1982-83 (1982), 77-92;
- R. Germogli, "Le vie cave: gli Etruschi nei territori di Sorano, Sovana e Pitigliano." Le vie cave (2007);
- R. Germogli, E. Morelli. "Pitigliano", Pitigliano (2007), 1000-1028;
- L. Rombai, "Le contee granducali di Pitigliano e Sorano intorno al 1780: cartografia storica e storia di un territorio", Università di Firenze, Istituto di geografia, 1982;
- L. Viterbo, "Le comunità ebraiche di Siena e Pitigliano nel censimento del 1841 ed il loro rapporto con quella fiorentina", S. Belforte & C., 2012;
- Adolfo Denci, Uomini di Maremma. Le fotografie di Adolfo Denci, Photoedizioni, Grosseto, 2004 - EAN: 9788885189065

Comunità ebraica:
- U. Ayò, "Pitigliano viva, Pitigliano ebraica", in "La Rassegna Mensile di Israel" 36.3 (1970), 147-153;
- G. Celata, "Gli ebrei in una societa rurale e feudale: Pitigliano nella seconda meta del Cinquecento", in "Archivio storico italiano" 138.2 (504 (1980), 197-255;
- G. Celata, "Gli ebrei a Pitigliano: i quattro secoli di una comunità diversa", Grosseto, 1995;
- A. Milano, "IV. Pitigliano", in "La Rassegna Mensile di Israel" 33.1 (1967): 42;
- R. G. Salvadori, "La comunità ebraica di Pitigliano dal XVI al XX secolo", Casa Editrice Giuntina, 1991;
- B. Terracini,  "Residui di parlate giudeo-italiane raccolti a Pitigliano, Roma, Ferrara", in "La Rassegna Mensile di Israel" 17.1 (1951), 3-11.
- A. Toaff,  "Il commercio del denaro e le comunità ebraiche 'di confine' (Pitigliano, Sorano, Monte San Savino, Lippiano) tra Cinquecento e Seicento", in "Italia Judaica. «Gli ebrei in Italia tra Rinascimento ed Età barocca». Atti del II Convegno internazionale, Genova 10-15 giugno 1984", (1986), 99-117.